# Aisha Dee
Aisha Dee (* 13. září 1993, Gold Coast, Austrálie) je australská herečka, zpěvačka a tanečnice. Proslavila se rolí Desi Bigginsové v seriálu The Saddle Club. Později si zahrála Mackenzie Miller v sitcomu Moje nesnesitelná puberťačka. Zahrála si také v seriálu Chasing Life. Má svojí kapelu Dee Dee & the Beagles.

## Diskografie

### The Saddle Club
- Best Friends (2009)
- Grand Gallop – Meilleures Amies (2009) – vydáno pouze ve francii

### Dee Dee & the Beagles
- Dee Dee & the Beagles EP (2015)

## Filmografie

### Film
| Rok           | Název           | Role            | Poznámky            |
| ------------- | --------------- | --------------- | ------------------- |
| 2015          | TheCavKid       | Maura           | krátkometrážní film |
| 2020          | The Nowhere Inn | Kayla           |                     |
| 2022          | Sissy           | Cecilia / Sissy |                     |
| 2022          | Z každého konce | Cara            |                     |
| bude oznámeno | Collide         | bude oznámeno   |                     |

### Televize
| Rok           | Název                        | Role                      | Poznámky                                                                            |
| ------------- | ---------------------------- | ------------------------- | ----------------------------------------------------------------------------------- |
| 2008–2009     | The Saddle Club              | Desiree "Desi" Biggins    | 24 dílů                                                                             |
| 2009          | Skyrunners                   | Katherine "Katie" Wallace | televizní film                                                                      |
| 2010          | Živí duchové                 | Christine                 | 13 dílů                                                                             |
| 2011–2012     | Moje nesnesitelná puberťačka | Mackenzie                 | 13 dílů                                                                             |
| 2011          | Terra Nova                   | Natasha "Tasha"           | 2 díly                                                                              |
| 2014–2015     | Chasing Life                 | Elizabeth "Beth"          | hlavní role                                                                         |
| 2015          | Tři kluci a nemluvně         | Olivia                    | díl: „House of Cards“                                                               |
| 2015          | Comedy Bang! Bang!           | kamarádka                 | díl: „Thomas Middleditch Wears an Enigmatic Sweatshirt and Sweatpants with Pockets“ |
| 2016–2017     | Sweet/Vicious                | Kennedy                   | hlavní role, 10 dílů                                                                |
| 2017          | Channel Zero: No-End House   | Jules Koja                | hlavní role, 6 dílů                                                                 |
| 2017–2021     | Troufalky                    | Kat                       | hlavní role, 52 dílů                                                                |
| 2019          | Ghosting                     | Jess                      | televizní film                                                                      |
| 2020          | Celebrity Family Feud        | ona sama                  | díl: „The Bold Type vs. RuPaul’s Drag Race“                                         |
| bude oznámeno | Accused                      | Aaliyah Harris            |                                                                                     |

## Ocenění a nominace
| Rok  | Název                   | Kategorie                             | Práce     | Výsledek |
| ---- | ----------------------- | ------------------------------------- | --------- | -------- |
| 2017 | Teen Choice Awards 2017 | nejlepší letní televizní hvězda: žena | Troufalky | nominace |
| 2018 | Teen Choice Awards 2018 | nejlepší letní televizní hvězda: žena | Troufalky | nominace |